# Lillie Wästfeldt
Lillie Wästfeldt, Lilly Berta Elisabet Wästfeldt, född 9 oktober 1886 i Stockholm, död där 27 februari 1952, var en svensk skådespelare.
Hon spelade Klabbarparns fru Kristin i det två första filmerna om Åsa-Nisse. Wästfeldt är begravd på Västra kyrkogården i Göteborg.

## Filmografi (urval)
- 1943 – En flicka för mej
- 1944 – Rännstensungar
- 1944 – Vi behöver varann
- 1944 – Hets
- 1945 – Änkeman Jarl
- 1946 – Ebberöds bank
- 1946 – Stiliga Augusta
- 1947 – Krigsmans erinran
- 1947 – Maj på Malö
- 1947 – Kronblom
- 1947 – Folket i Simlångsdalen
- 1947 – Onda ögon
- 1948 – Lars Hård
- 1948 – Marknadsafton
- 1949 – Åsa-Nisse
- 1949 – Lång-Lasse i Delsbo
- 1950 – Sånt händer inte här
- 1950 – Åsa-Nisse på jaktstigen
- 1950 – Kanske en gentleman
- 1951 – Dårskapens hus